# 北郷格郎
北郷 格郎（ほんごう かくろう、生年不詳 - 1982年（昭和57年）7月7日）は、日本の陸軍軍人。
沖縄戦において、米軍に多大な損害を与えた歩兵第32連隊の連隊長として知られる。最終階級は陸軍大佐。

## 経歴
宮崎県出身。横須賀中学校を経て、1915年（大正4年）5月25日、陸軍士官学校(27期)を卒業。同年12月25日、歩兵少尉に任官。
第5国境守備隊、第15軍高級副官等を歴任。1942年（昭和17年）8月1日、陸軍大佐に昇任し、独立歩兵第24大隊長に就任。1942年（昭和19年）3月1日、歩兵第32連隊長に就任。
1944年（昭和19年）7月、歩兵第32連隊を含む第24師団主力は沖縄戦へと転用され第32軍隷下に配属された。同年8月、沖縄本島に上陸。

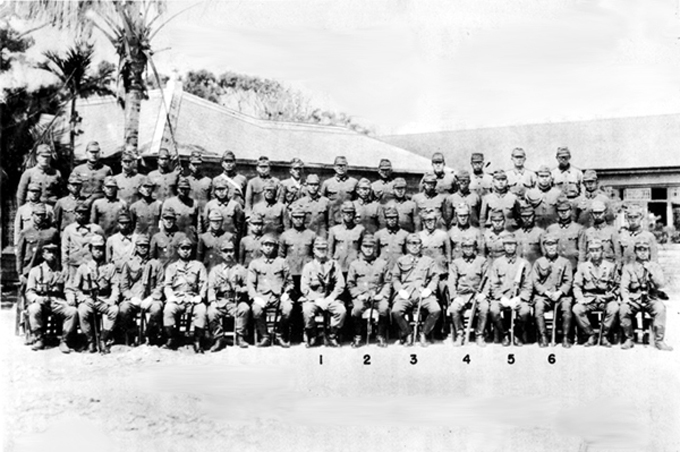
日本軍守備隊指揮官と参謀の合影（1945年2月初）。(1)大田実海軍少将、(2)牛島満陸軍中将、(3)長勇陸軍中将、(4)金山均陸軍大佐、(5)北郷格郎陸軍大佐、(6)八原博通陸軍大佐

1945年（昭和20年）6月23日に牛島満第32軍司令官、6月30日に雨宮巽第24師団長が戦死し、歩兵第32連隊の上級指揮官が不在となった。北郷率いる歩兵第32連隊は数百名の残存将兵をもって遊撃戦を展開、アメリカ軍の食料などの物資、多数の自動小銃や軽機関銃などの兵器を奪取して戦闘を継続し、国吉台（現、沖縄県糸満市）の洞窟陣地を堅持した。
1945年（昭和20年）8月22日、連隊第1大隊長伊東孝一大尉から米軍将校の接触と日本降伏の情報を受け、伊東を軍使として米第10軍司令部に派遣。伊東は玉音放送の録音や内地のラジオ放送、捕虜となっていた八原博通第32軍高級参謀との会話等から日本は敗戦したと判断。報告を受けた北郷は「陛下の命に従う」として投降を決意した。
8月28日、連隊旗を奉焼。連隊旗手の斎藤中二郎中尉が手榴弾で自決しようと決意しているのを察して「斎藤、勝手な行動は許さんぞ、連隊の行動すべての責任は自分にある。軍旗も同様だ、旗手たるお前ももちろんのことだ」と厳しく諫めた。
8月29日、武装を解除し投降、石川収容所に収容される。
復員後は宮崎県都城市に在住した。